# أبو بكر الثاني
أبو بكر الثاني (بالفرنسية: Aboubakri II)‏ (القرن 14 الميلادي) هو تاسع مانسا حكم مملكة مالي، تنازل عن حكمه بعد عام واحد من تنصيبه لاكتشاف حدود المحيط ولنشر الإسلام في البلدان التي يجدها.
يرى بعض الباحثين أنه كان أول من اكتشف أمريكا.

## خلفية
ما يعرف عن ملوك امبراطورية مالي مأخوذ مما كتبه العلماء العرب، منهم المؤرخ العمري، وأبو سعيد عثمان الداخلي، وابن خلدون، وابن بطوطة. قلة المصادر الموثوقة هو مشكلة في هذه الفترة، وتاريخ ابن خلدون عن ملوك مالي لا يشمل أبا بكر الثاني كمانسا لمالي.
أبوبكر الثاني، يعرف أحيانًا بمانسا محمد، كان أحد ابني كولونكان، أخت مؤسس الامبراطورية سندياتا كيتا. وبعد تنازله عن الحكم، في 1311، حكمت سلالة فاجا لايا إمبراطورية مالي.

## اكتشافه لأمريكا
كانت امبراطورية مالي ذات ثراء فاحش، وعاصمتها تمبكتو يُطلق عليها عاصمة الذهب، لكن الإمبراطور تخلى عن العرش عام 1311 للقيام برحلة لعبور المحيط الأطلسي، وقام بتجهيز نحو 200 سفينة بمصاحبة نحو 2000 زورق إضافي، أي أنه سبق رحلة كولمبوس بنحو 200 عام، وقد أكد كريستوفر كولومبوس في مخطوطة كتبها بيده أن الأفارقة سبقوه في الوصول إلى القارة الأميركية، بدليل أن سكان أميركا الأصليين تعلموا كيفية إشابة وصهر الذهب ومزجه بالمعادن الأخرى، وأضاف كولومبوس أن تلك طريقة إفريقية خالصة، ومن غير المعقول أن يكون سكان أميركا تعلموها بحرفية إفريقية مصادفة.
الذي سرد قصة مغامرة أبي بكر هو خليفته أخوه الأصغر مانسا موسى، حينما غادر تمبكتو إلى مكة عام 1324 لأداء الحج، وكانت قافلته تشتمل على آلاف الناس والجمال، وعندما وصل إلى مصر التقى بالمؤرخ العمري، الذي دوّن ما قاله موسى عن رحلة أخيه، وذكر أن أبا بكر قبل أن ينطلق أجرى العديد من التجارب على السفن، وقام باختبار قوة تحملها، واستعان بخبرات عربية لصناعة سفن شبيهة بتلك العربية، ثم قام بتحميل السفن بمؤونة غذائية مجففة تكفي لعامين، إضافة إلى أطنان الذهب لمقايضتها مع سكان المجهول، لكن أبا بكر لم يكن واثقاً بعودته على قيد الحياة، وهذا ما دفعه إلى التنازل عن الحكم، ومن بين 200 سفينة مالية مغادرة لم يعد منها إلى أرض الوطن سوى سفينة واحدة فقط، وقال قائد تلك السفينة الناجية: «لقد أبحرنا مدة طويلة جداً، إلى أن وصلنا إلى منتصف المحيط، ثم دخلنا إلى مكان شبيه بالنهر وذي تيار عالٍ ومخيف، وكانت سفينتي في المؤخرة، وكنتُ أشاهد السفن أمامي مستمرة في التقدم إلى الأمام مع التيار، ثم تدريجياً اختفوا تماماً، ولم أر أحداً لاحقاً، أما أنا، فقد آثرت العودة من حيث انطلقت».
يؤكد كولمبوس أيضاً أنه عندما وصل إلى العالم الجديد وجد أناساً يشبهون الأفارقة في أشكالهم وهيئتهم، وهذا يدل على أن أبا بكر نجا من الموت ثم استقر في أميركا.
هناك علماء مثل الفرنسي ايفان فان سيرتيما صاحب كتاب"they came before Columbus" والذي عمل في جامعة Rutgers University، والعالم المالي جاوسوس دياوارا ذكروا أن أبا بكر الثاني نجح في الوصول إلى العالم الجديد.